# Bender e Martiny
Bender e Martiny war ein italienischer Hersteller von Automobilen.

## Unternehmensgeschichte
Das Unternehmen aus Turin begann 1898 mit der Produktion von Automobilen. Die Markennamen lauteten anfangs Bender & Martiny, ab 1900 Perfecta. 1903 endete die Produktion. Carlo Mantovani, der vorher Technischer Direktor war, übernahm das Unternehmen und machte daraus Stabilimento Meccanico Carlo Mantovani.

## Fahrzeuge

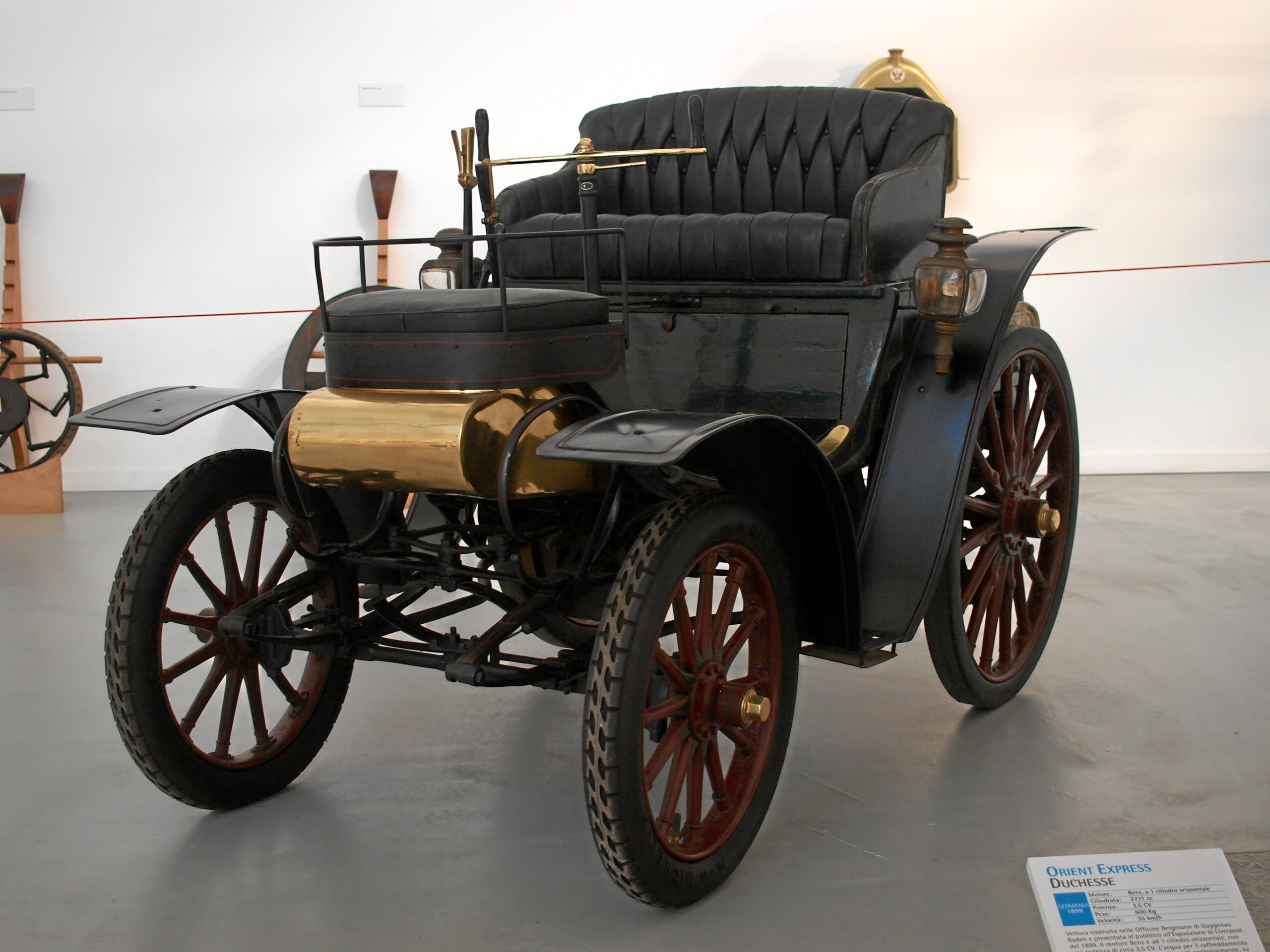
Ein originaler Orient Express von 1899

Das erste Modell war eine Lizenzversion des deutschen Orient Express. Ein Einzylindermotor von Bergmann trieb über Riemen die Hinterachse an. Ab 1900 entstanden modernere Fahrzeuge mit Einbaumotoren von De Dion-Bouton und Gaillardet, die zwischen 3 und 6 PS leisteten.